# Collegio di Cumbernauld and Kirkintilloch
Cumbernauld and Kirkintilloch è un collegio elettorale scozzese della Camera dei Comuni del Parlamento del Regno Unito. Elegge un membro del Parlamento con il sistema first-past-the-post, ossia maggioritario a turno unico; rappresentante del collegio, dal 2024, è la laburista Katrina Murray.

## Estensione
Il collegio comprende i seguenti ward:
- nel Dunbartonshire Orientale: Lenzie and Kirkintilloch South e and Kirkintilloch East and North and Twechar;
- nel Lanarkshire Settentrionale: Kilsyth, Cumbernauld North, Cumbernauld South, Cumbernauld East e Stepps, Chryston and Muirhead.[1]

## Membri del parlamento
| Elezione | Elezione | Deputato       | Partito   |
| -------- | -------- | -------------- | --------- |
|          | 2024     | Katrina Murray | Laburista |

## Risultati elettorali

### Elezioni negli anni 2020
| Partito                    | Partito                                      | Candidato                  | Risultati 4 luglio 2024 | Risultati 4 luglio 2024 |
| Partito                    | Partito                                      | Candidato                  | Voti                    | %                       |
| -------------------------- | -------------------------------------------- | -------------------------- | ----------------------- | ----------------------- |
|                            | Laburista                                    | Katrina Murray             | 18 513                  | 45,18                   |
|                            | SNP                                          | Stuart McDonald            | 14 369                  | 35,07                   |
|                            | Reform UK                                    | Billy Ross                 | 3 167                   | 7,73                    |
|                            | Conservatore                                 | Satbir Gill                | 1 939                   | 4,73                    |
|                            | Verde                                        | Anne McCrossan             | 1 694                   | 4,13                    |
|                            | Lib Dem                                      | Adam Harley                | 1 294                   | 3,16                    |
|                            |                                              |                            |                         |                         |
| Iscritti                   | Iscritti                                     | Iscritti                   | 70 350                  | 100,00                  |
| ↳ Votanti (% su iscritti)  | ↳ Votanti (% su iscritti)                    | ↳ Votanti (% su iscritti)  | 40 976                  | 58,25                   |
| ↳ Astenuti (% su iscritti) | ↳ Astenuti (% su iscritti)                   | ↳ Astenuti (% su iscritti) | 29 374                  | 41,75                   |
|                            |                                              |                            |                         |                         |
|                            | Esito: collegio a Laburista (nuovo collegio) |                            |                         |                         |